# Oxytropis lasiopoda
Oxytropis lasiopoda är en ärtväxtart som beskrevs av Aleksandr Andrejevitj Bunge. Oxytropis lasiopoda ingår i släktet klovedlar, och familjen ärtväxter. Inga underarter finns listade i Catalogue of Life.